# Gewargis III
Mar Gewargis III, né Warda Daniel Sliwa le 23 novembre 1941 à Habbaniya en Irak, était le 121e patriarche de l'Église apostolique assyrienne de l'Orient. Il avait été élu le 20 septembre 2015 pour succéder au patriarche Mar Dinkha IV.

## Biographie
Warda Daniel Sliwa est né le 23 novembre 1941 à Habbaniya en Irak, fils de Daniel et Mariam Sliwa. Il est diplômé en 1964 de l'école d'éducation de l'université de Bagdad et devient ensuite pendant treize ans enseignant d'anglais dans différents établissements d'enseignement. Pendant une visite aux États-Unis, il rencontre le patriarche Mar Dinkha IV qui l'appelle au sacerdoce. Après des études de théologie, il est ordonné prêtre en 1980 et il est consacré comme métropolite de Bagdad et de tout l’Irak en 1981 à la cathédrale Saint-Georges de  Chicago par le patriarche Mar Dinkha IV. Depuis sa consécration, il a installé son évêché à Bagdad.
Il ouvre en 1988 un séminaire archidiocésain à Bagdad qui au fil des ans donne de nombreux diacres et prêtres à l'Église assyrienne de tout l'Irak. Il effectue une visite pastorale en 1994 dans la fédération de Russie et inaugure une nouvelle paroisse assyrienne à Moscou avec l'église Sainte-Marie-des-Assyriens. Il voyage aussi en Chine en 1998, rencontre quelques communautés et se recueille sur nombre d'anciennes reliques nestoriennes. En Turquie, il rend visite aux communautés de Mardin et de Hakkari dont l'importance historique est majeure pour son Église et pour celles de l'Orient en général. Sa visite de 2014 est d'autant plus marquante qu'il s'agit de la première d'un évêque depuis le génocide assyrien de 1915.
Au siège métropolitain de Bagdad, il installe une bibliothèque qui rassemble de nombreux manuscrits anciens et une grande variété d'ouvrages théologiques. Il ouvre une maison d'édition d'ouvrages concernant la théologie, la tradition, la liturgie, la spiritualité et le catéchisme de l'Église assyrienne qui sont diffusés dans le monde entier. Il inaugure également une école primaire et élémentaire à Bagdad en 2009. Il porte une grande attention aux autres Églises, en particulier orientales, et participe au Conseil des Églises du Moyen-Orient et à différentes instances représentant les primats d'Irak.
À l’issue de deux jours de délibérations à Erbil, le synode de l’Église assyrienne de l’Orient a annoncé, le dimanche 20 septembre 2015, l’élection au patriarcat de Mgr Sliwa.
Il est consacré à la cathédrale Saint-Jean d’Erbil le 27 septembre 2015 et choisit de porter désormais le nom de Mar Gewargis (Georges) III.
Mar Gewargis III a rencontré le pape François au Vatican, le 17 novembre 2016.
Le 6 septembre 2021, il a officiellement démissionné de ses fonctions de Catholicos-Patriarche lors d'une session extraordinaire du Saint-Synode de l'Église assyrienne d'Orient, Mar Awa III  lui succède deux jours plus tard.